# Берёзовая (Красноярский край)
Берёзовая — деревня в Балахтинском районе Красноярского края России. Входит в состав Черёмушкинского сельсовета.

## География
Деревня расположена в 100 км к юго-востоку от районного центра Балахта на реке Сисим.

## Население
| 1989 | 2002 | 2010 |
| ---- | ---- | ---- |
| 272  | ↘117 | ↘44  |

Гендерный состав
По данным Всероссийской переписи населения 2010 года 289 мужчин и 296 женщин из 585 чел.